# پولایش
پولایش (به آلمانی: Pölich) یک شهر در آلمان است که در تریر-زاربورگ واقع شده‌است. پولایش ۴۴۷ نفر جمعیت دارد.